# Станіслав Христенко
Станіслав Христенко (нар. 25 травня 1984, Харків) — українсько-американський концертний піаніст.

## Життєпис
Станіслав Христенко народився в українсько-єврейській родині в Харкові та почав брати уроки гри на фортепіано у віці 7 років. Професійну підготовку здобув у Московській консерваторії імені Чайковського та Клівлендському музичному інституті.
У 2010 році Христенко дебютував у Віденському Концертхаусі та випустив компакт-диск Ernest Krenek Works на Oehms Classics.
У 2013 році Станіслав Христенко став переможцем Міжнародного музичного конкурсу імені Марії Каналс, Клівлендського конкурсу піаністів та четвертої премії на конкурсі піаністів королеви Єлизавети.
У 2014 році Христенко дебютував у Zankel Hall у Carnegie Hall і випустив альбом «Fantasies» на лейблі Steinway.
У лютому 2015 року Станіслав Христенко офіційно був доданий до списку Steinway Artists. Влітку 2015 року він також дебютував на фестивалі Ravinia і випустив перший том творів Ернста Кренка про класику токкати.

## Записи
- 2020 — Toccata Classics — Ернст Кренек: фортепіанна музика, том другий
- 2015 — Toccata Classics — Ернст Кренек: фортепіанна музика, том перший
- 2014 — Лейбл Steinway & Sons — Fantasies
- 2013 — компакт-диск переможців конкурсу королеви Єлизавети
- 2012 — Oehms Classics — Ernst Krenek Piano Works

## Нагороди

### 1998
- Етлінгенський міжнародний конкурс піаністів для молодих піаністів (Німеччина, IV премія)

### 1999
- Кошицький міжнародний конкурс піаністів (Словаччина, І премія)

### 2004
- Міжнародний конкурс піаністів імені Дімітріоса Вікеласа (Греція, І премія)

### 2005
- Клівлендський міжнародний конкурс піаністів (США, ІІІ премія)
- Міжнародний конкурс піаністів Prize Pausylipon Prize (Італія, I премія)

### 2006
- Премія Мауро Паоло Монополі Міжнародний конкурс піаністів (Італія, І премія)
- Міжнародний конкурс піаністів Такамацу (Японія, II премія)
- Міжнародний конкурс піаністів «Бенедетто XIII премія» (Італія, І премія)

### 2007
- І Міжнародний конкурс камерної музики імені Гайдамовича (Росія, І премія)
- Міжнародний конкурс камерної музики імені Рубінштейна (Росія, II премія)

### 2008
- Міжнародний конкурс піаністів Ісанга Юна (Південна Корея, II премія)
- Міжнародний конкурс піаністів Wideman (Шривпорт, Лос-Анджелес, США, I премія)

### 2009
- Міжнародний конкурс піаністів імені Бозендорфера (Темпе, Аризона, І премія)
- Міжнародний конкурс піаністів Вірджинії Ворінга (Палм-Дезерт, Каліфорнія, I та II премії)

### 2010
- Міжнародний конкурс фортепіано з оркестром «Citta di Cantu» (Італія, I премія та Гран-прі)
- Міжнародний конкурс піаністів Хосе Ітурбі (Лос-Анджелес, Каліфорнія, США, I премія)

### 2011
- V Міжнародний конкурс піаністів Кампілйоса (Іспанія, І премія)
- Алматинський міжнародний конкурс піаністів (Казахстан, І премія)

### 2012
- Міжнародний конкурс піаністів «Парнас» (Мексика, I премія)
- Міжнародний конкурс піаністів UNISA (Південна Африка, III премія)

### 2013
- Міжнародний конкурс піаністів у Клівленді (США, І премія)
- Конкурс королеви Єлизавети (Бельгія, IV премія)
- Міжнародний музичний конкурс Марії Каналс (Іспанія, І премія)